# دیکس اسپورتینگ گودز
دیکس اسپورتینگ گودز (انگلیسی: Dick's Sporting Goods) شرکت تجهیزات ورزشی آمریکایی است، که در سال ۱۹۴۸ توسط ریچارد دیک استک تأسیس شد. دیکس هم‌اکنون مالک شبکه‌ای از ۸۵۴ شعبه است و به‌عنوان بزرگترین فروشگاه لوازم ورزشی ایالات متحده شناخته می‌شود. 
شعبه مرکزی این شرکت در شهر کوریپلیس، پنسیلوانیا قرار دارد و بخشی از سهام آن در بازار بورس نیویورک معامله می‌شود و بخشی از شاخص اس‌اندپی ۴۰۰ به‌شمار می‌آید.